# Tenay
Tenay es una comuna francesa del departamento de Ain, en la región de Auvernia-Ródano-Alpes.

## Demografía
| 2 132 | 1 993 | 1 715 | 1 571 | 1 356 | 1 086 | 1 100 | 1 067 | 1 035 | 1025 |
| Para los censos de 1962 a 1999 la población legal corresponde a la población sin duplicidades (Fuente: INSEE [Consultar]) |       |       |       |       |       |       |       |       |      |

La ciudad llegó a contar con más de 4000 habitantes. Se despobló por la crisis de la industria textil que llevó al cierre de las fábricas, las últimas en los ochenta.